# Bakti Jaya (Sukma Jaya)
Bakti Jaya is een bestuurslaag in het regentschap Depok van de provincie West-Java, Indonesië. Bakti Jaya telt 56.618 inwoners (volkstelling 2010).